# Komplexita
Komplexita nebo komplexnost (z lat. complexus, objetí, shrnutí) znamená složitost, přesněji míru složitosti nějakého komplexního systému. Komplexita se zkoumá například v souvislosti s informačními systémy nebo s evolucí živých organismů.

## Význam
Pokud má komplexita vyjadřovat skutečnou „účinnou“ složitost nějakého systému, nemůže být dána pouze počtem jeho prvků, nýbrž také jejich rozrůzněností, rozmanitostí a hustotou i významem vztahů mezi nimi. Proto není snadné komplexitu přesně definovat nebo dokonce měřit. Sebevětší hromada písku je méně komplexní než krystal, který vykazuje jistou míru uspořádání a tedy složitosti. Velká molekula je komplexnější než krystal, živá buňka je zpravidla komplexnější než molekula a živý organismus je komplexnější než buňka. Podobně je tomu i s umělými a technickými systémy: největší počet prvků v počítači připadá sice na paměť, vzhledem k jejich stereotypnímu uspořádání však budou ostatní, rozmanitější a provázanější části počítače vykazovat patrně větší komplexitu.

## Typy komplexity
Henri Bergson a po něm W. Weaver rozlišují nepravou nebo desorganizovanou složitost, tvořenou množstvím nahodile uspořádaných částí, a složitost pravou nebo organizovanou, která se vyznačuje rozmanitostí částí a vztahů mezi nimi. Ch. Lucas rozlišuje vedle toho komplexitu statickou, která se nemění v čase, dynamickou, kterou je třeba studovat také v čase, a konečně evoluční, která se vyvíjí.

## Komplexita a evoluce
V úvahách o biologické evoluci se komplexita obvykle pokládá za určující parametr: evoluce znamená zvyšování komplexity. Podobně je tomu i u samoorganizujících technických systémů, jako je například web. V evoluci živých organismů lze ale pozorovat ještě další pozoruhodný jev: komplexita zde neroste lineárně, ale vede ke vzniku jakýchsi prahů komplexity. Tak růst komplexity atomů končí atomovým číslem 92 a další růst spočívá ve skládání atomů do molekul. Ani molekuly nerostou do nekonečna, ale stávají se stavebními kameny buněk, podobně jako se z buněk staví mnohobuněčné organismy. Živočišná i lidská společenství lze pak pokládat za další práh, za nímž nastupuje nový druh růstu komplexity.

## Měření komplexity
V informatice se někdy používá tzv. Kolmogorovova komplexita: složitost řetězce znaků odpovídá délce nejkratšího programu, který takový řetězec vyprodukuje. U jiných komplexních systémů by to mohlo znamenat objem informace, která je nutná k jejich popisu. Tento způsob sice vystihuje, že pravidelné systémy jsou méně komplexní, příliš však vyzvedá „komplexitu“ náhodných systémů, což intuitivní představě komplexity vůbec neodpovídá.
Při úvahách o komplexitě živých organismů se problém někdy zjednodušuje tím, že se za míru komplexity pokládá jen komplexita např. nervové soustavy, případně mozku, která se podílí na komplexním chování organismu podstatně víc než ostatní tkáně a orgány.

## Redukce komplexity
S opačným problémem redukce komplexity se člověk setkává dnes a denně, kdykoli chce něco pochopit, popsat a ovládnout. Podstatnou redukcí komplexity jsou například slova a pojmy, které dovolují zahrnout množství podobných předmětů a jevů do společných kategorií, jako je „pes“ nebo „dům“. Redukcí komplexity je také metodické zjednodušování, které je základem každé vědy: biolog pokládá všechny bakterie téhož druhu za stejné (zaměnitelné), ekonom všechny spotřebitele a politolog všechny hlasy, jinak by nemohli používat matematických a stochastických metod. I politické rozhodování v demokracii přikládá všem hlasům stejnou váhu, i když někteří volí s rozvahou a jiní skoro nahodile.